# プログレスM-42
プログレスM-42(ロシア語: Прогресс М-42)はロシア連邦が1999年にミール宇宙ステーションの補給のために打ち上げた無人宇宙補給機プログレス補給船。シリアル番号は242番だった。

## 運用
1999年7月16日19時37分33秒(MSK、UTC16時37分33秒)、バイコヌール宇宙基地1/5発射台よりソユーズ-Uで打ち上げられ、2日後の1999年7月18日20時53分21秒(MSK、UTC17時53分21秒)に自動操縦でミールのクバント1モジュールにドッキングした。
2000年2月2日6時11分52秒 (MSK、UTC3時11分52秒)にドッキングを解除し、自立飛行でステーションから離脱した。

## 搭載貨物
ミールへの燃料、酸素などの空気、科学装置類、個人用保護品、クルー向けの小包などさまざまな貨物2400kgの輸送をおこなった。
贈られる貨物すべての総重量は2419.6kgであった。
| 商品                                               | 重量 (kg) |
| -------------------------------------------------- | --------- |
| 燃料供給システムタンクの燃料:                      |           |
| 燃料                                               | 253,6     |
| 酸化剤                                             | 471,8     |
| 酸素ボンベ向けの気体:                              |           |
| 酸素                                               | 27,8      |
| Родник水タンク系への水                             | 150       |
| KDU用の燃料                                        | 650       |
| システム用品:                                      |           |
| ガス組成物 (СОГС)                                  | 5,1       |
| 水供給(СВО)                                        | 96,9      |
| 搭載システム用資材                                 | 509,7     |
| 食料コンテナ (25コンテナ)                          | 207,3     |
| 医療機器                                           | 11,1      |
| 洗濯、個人用衛生、無重力の影響を予防するための物品 | 117       |
| 科学実験のための機器                               | 279,5     |
| Бортдокументация(写真機器セットなどクルー用荷物)   | 25,1      |
| 道具、消耗品                                       | 4,7       |

## 註
1. ↑  “Хронология полётов за 1999 год”. РКК «Энергия»  - 表
2. ↑  “Грузовой корабль "Прогресс М-42" ("Progress M-42")”. 2012年9月7日時点のオリジナルよりアーカイブ。2015年8月3日閲覧。
3. ↑  “Запуск транспортного грузового корабля «Прогресс М-42»”. Новости космонавтики